# 崔昌華
崔昌華（日语：／ Sai Shōka、 Che Chanfa；：／ Choe Chang-hwa；1930年9月24日—1995年2月8日），在日韓國人牧师，來自日治朝鮮平安北道。

## 事跡
1950年畢業於大韩民国首爾特別市的新興大学。1954年偷渡至尚未與大韩民国建交的日本，非法定居福冈县北九州市。1958年神戶改革派神學校畢業。1960年在日大韓基督教會小倉教會開設，任牧師。牧師活動之餘，為學習日本法律入學八幡大學，1966年法律學科畢業。後任八幡大學韓語講師。1974年福岡大學大學院修完博士課程。
1968年金嬉老事件以來為消除民族歧視而鬥爭。為要求日本給予在日韓國人外國人參政權，1975年向北九州市發送公開質問信。同年日本放送協會報導以日语既有發音稱崔昌華，於是崔昌華提起訴訟，主張「播送時用日語讀韓國人名侵害人權」，要求日本放送協會讀作模擬韓語的，並象徵性索賠1日圓。雖然敗訴，但極大影響了日本對韓國人名的讀音，1984年韓國總統全斗煥訪日以後日本放送協會改用模擬韓語的發音讀韓國人名。1988年最高裁判所最終判決敗訴，但承認「姓名人格權」。大韓民國的外國人指紋登錄制度嚴於日本，仍於1980年1月拒絕押捺指紋，成為該運動先驅。1989年因大赦獲該案免訴判決。每年9月1日關東大震災紀念日開展朝鮮人虐殺抗議集會，北九州市小倉北区大田町建立收集強制連行及屠殺朝鮮人記錄的資料中心。1995年逝，享壽64歲。女兒是钢琴家崔善愛。

## 批評
原大韓民國籍歸化日本人吳善花批評崔昌華偷渡日本仍取得特別永住權，還發起民族主義訴訟。
佐藤勝巳批評指紋捺印制度常讓崔昌華一樣的偷渡者以他人名義登錄證取得特別永住權。由於朝鲜民主主义人民共和国间谍會使用偽造登錄證，他批評「與韓國不同，日本沒有直接取締間諜及其合作者的法律。只能間接處理北朝鮮間諜行動的法律是《出入國管理及難民認定法》、《外國人登錄法》規定的指紋押捺制度」，戰後非法入境的崔昌華、讚譽崔昌華的大眾媒體與市民團體、左派政黨及其支持者為了自己的組織活動、政治運動與意識形態，有意掩蓋、美化與金嬉老一樣的犯罪者，揭露自己從前所屬的日本左派團體、在日民族主義團體之內情。

## 著作
- . 新幹社（日语：新幹社）. 1996.
- . 酒井書店（日语：酒井書店）. 1979.
- . 酒井書店. 1975.
- . 酒井書店. 1968.

### 引用
1. 1 2 3  . .   [2021-08-24]. （原始内容存档于2021-07-30）.
2. 1 2 3 4 5 6 7  . .   [2021-08-24]. （原始内容存档于2021-08-24）.
3. 1 2  吳 2012，第68頁.
4. 1 2 3  吳 2012，第69頁.
5. 1 2  .   [2021-08-24]. （原始内容存档于2021-04-27）.
6. ↑  . . 2006-06-08  [2021-08-24]. （原始内容存档于2017-08-22）.
7. ↑   (PDF). 裁判所.   [2021-08-24]. （原始内容存档 (PDF)于2021-03-21）.
8. ↑  佐藤勝巳.  . 亞紀書房. 1991: 143.

### 來源
- 吳善花.  . 酒井書店. 2012-03-12. ISBN 9784898316603.